# Pieve Vergonte
Pieve Vergonte es una comune italiana de la provincia de Verbano-Cusio-Ossola, en Piamonte. Tiene una población estimada, a fines de julio de 2021, de 2.479 habitantes.

## Evolución demográfica
| Gráfica de evolución demográfica de Pieve Vergonte entre 1861 y 2021 |
|                                                                      |
| Fuente ISTAT - elaboración gráfica de Wikipedia                      |